# イエメン人民民主共和国

イエメン人民民主共和国
جمهورية اليمن الديمقراطية الشعبية

国歌: 南イエメンにおける国歌

イエメン人民民主共和国（イエメンじんみんみんしゅきょうわこく、アラビア語: جُمْهُورِيَّة اليَمَن الدِيمُوقْرَاطِيَّة الشَعْبِيَّة, ラテン文字転写: Jumhūrīyyat al-Yaman ad-Dīmuqrāţīyyah ash-Sha'bīyyah）、通称南イエメン（みなみイエメン）は、1967年にイギリスから独立した国。独立当初の国名は南イエメン人民共和国（みなみイエメンじんみんきょうわこく、アラビア語: جمهورية اليمن الجنوبية الشعبية, ラテン文字転写: Jumhuriyat al-Yaman al-Janubiya al-Sha`biya）。首都はアデン。現在のイエメン全土のうちソコトラ島を含む南東部を領有していた。

## 概要
南イエメンの起源は、現在のイエメンの3分の2で構成されたアデン植民地とアデン保護領の創設により1874年にさかのぼる。アデンは1937年に英領インド所属になった。アデン保護領の崩壊後、1963年に国家解放戦線（NLF）と占領下の南イエメン解放戦線（FLOSY）によりイギリスの支配に反対する反乱が起きた。首都のアデンがかつてのイエメンのうちオスマン帝国から独立した地域であるイエメン・アラブ共和国の首都サナアのほぼ真南に位置したことから南イエメンを当初の国号としていた。南アラビア連邦と南アラビア保護領は、1967年11月30日に合併してイエメン人民共和国になり、1969年にマルクス・レーニン主義の一党制国家となり、キューバ、東ドイツ、ソビエト連邦の支援を受けた。1970年11月30日の独立記念日に、その名前をイエメン人民民主共和国に変更した。 
イエメン社会党の一党独裁体制によるアラブ世界初かつ唯一の社会主義国で、中東やインド洋におけるソビエト連邦の足場だった。冷戦終結で経済的に行き詰まり、1990年5月22日に北イエメンと統合して現在のイエメン共和国となった。
しかし1993年の議会選挙後、南のイエメン社会党と北の国民全体会議およびイエメン改革会議（アル＝イスラ）の間で政治危機が発生し、南イエメンは1994年に北イエメンからの離脱を宣言し、1994年に南側の再分離独立を求めるイエメン内戦が起きたが、国際的に未承認の分離主義国家であるイエメン民主共和国はまもなく崩壊し、北イエメンによる南イエメン占領によって鎮圧された。
南部暫定評議会を新政府として、社会主義国としてではなく、独自の国としての南イエメンを復活させる試みが2017年に始まり、それ以来続いている。